# Magyarkapus
Magyarkapus (románul Căpușu Mare) település Romániában, Kolozs megyében, az azonos nevű község központja. Nagyjából Kolozsvár és Bánffyhunyad között félúton található, az E60-as európai úton.

## Története
Első írásos említése 1282-ból maradt fenn villa Kopus néven. További névváltozatai: Kapus (1332), Magiarkapus (1391), Naghkapus (1501), Nagykapws (1587).
1850-ben 3342 lakosából 2149 román, 1061 magyar és 94 roma volt. 1992-ben a nemzetiségi összetétel a következőképpen alakult: 2512 román, 1558 magyar és 105 roma.

## Látnivalók
A református templom a 13. században épült. Ebből a régi épületből csak egy faragott boltív maradt meg a bejárat felett. 1742-1759 között felújították és festett famennyezetet kapott. 1844-45-ben teljesen átépítették, elbontották a középkori szentélyt és tornyot építettek hozzá. 2006-ban a restaurálási munkákat a magyarországi Kulturális Örökségvédelmi Hivatal is támogatta.

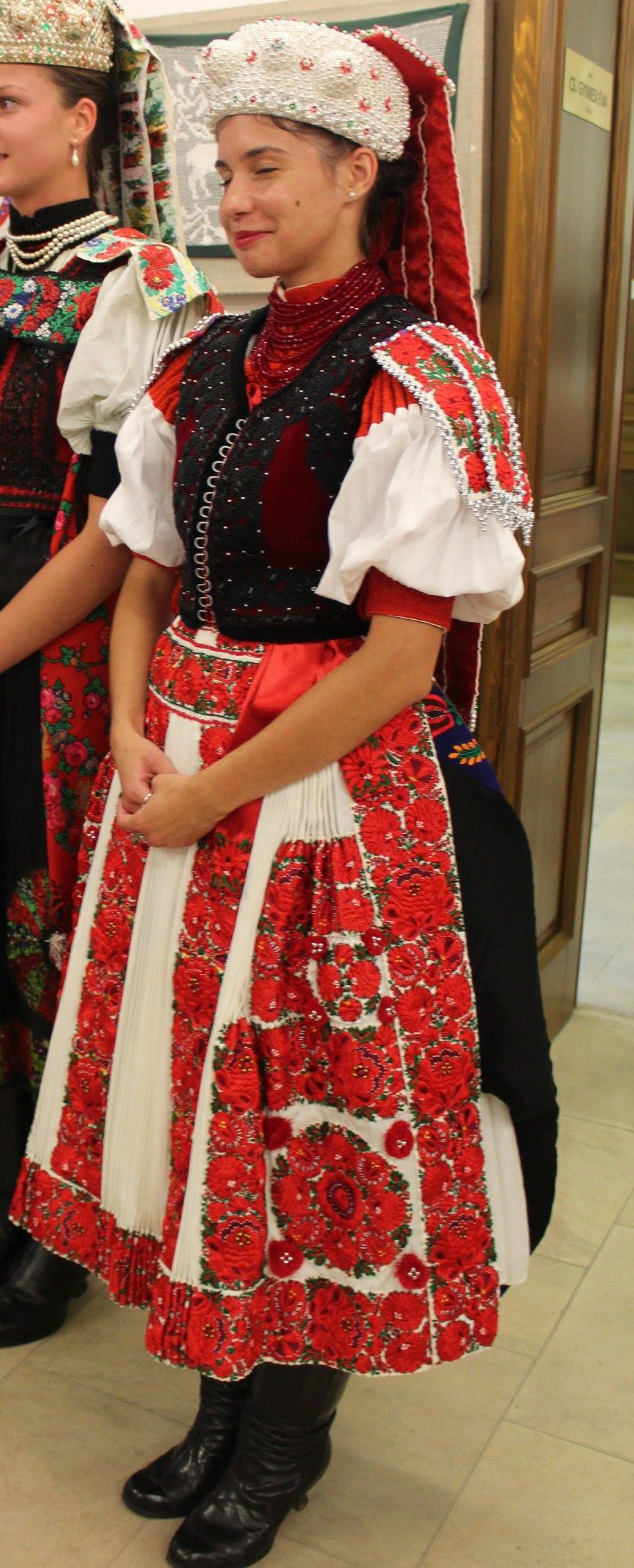
Magyarkapusi lány1
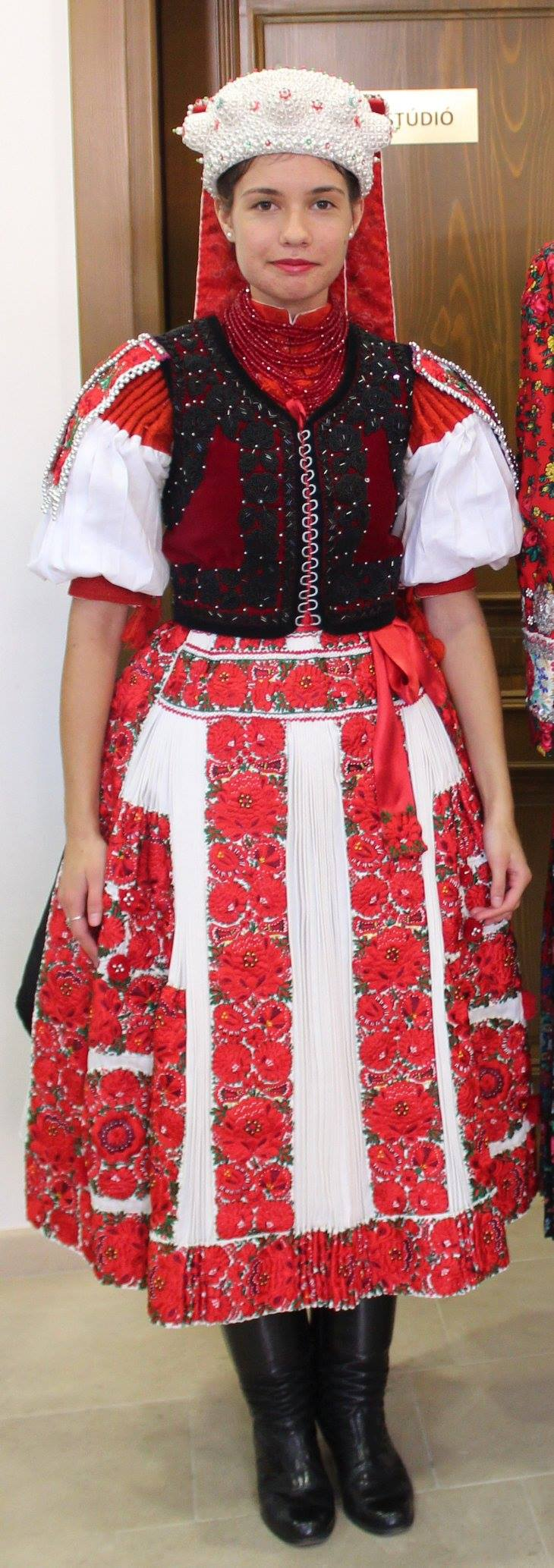
Magyarkapusi lány2
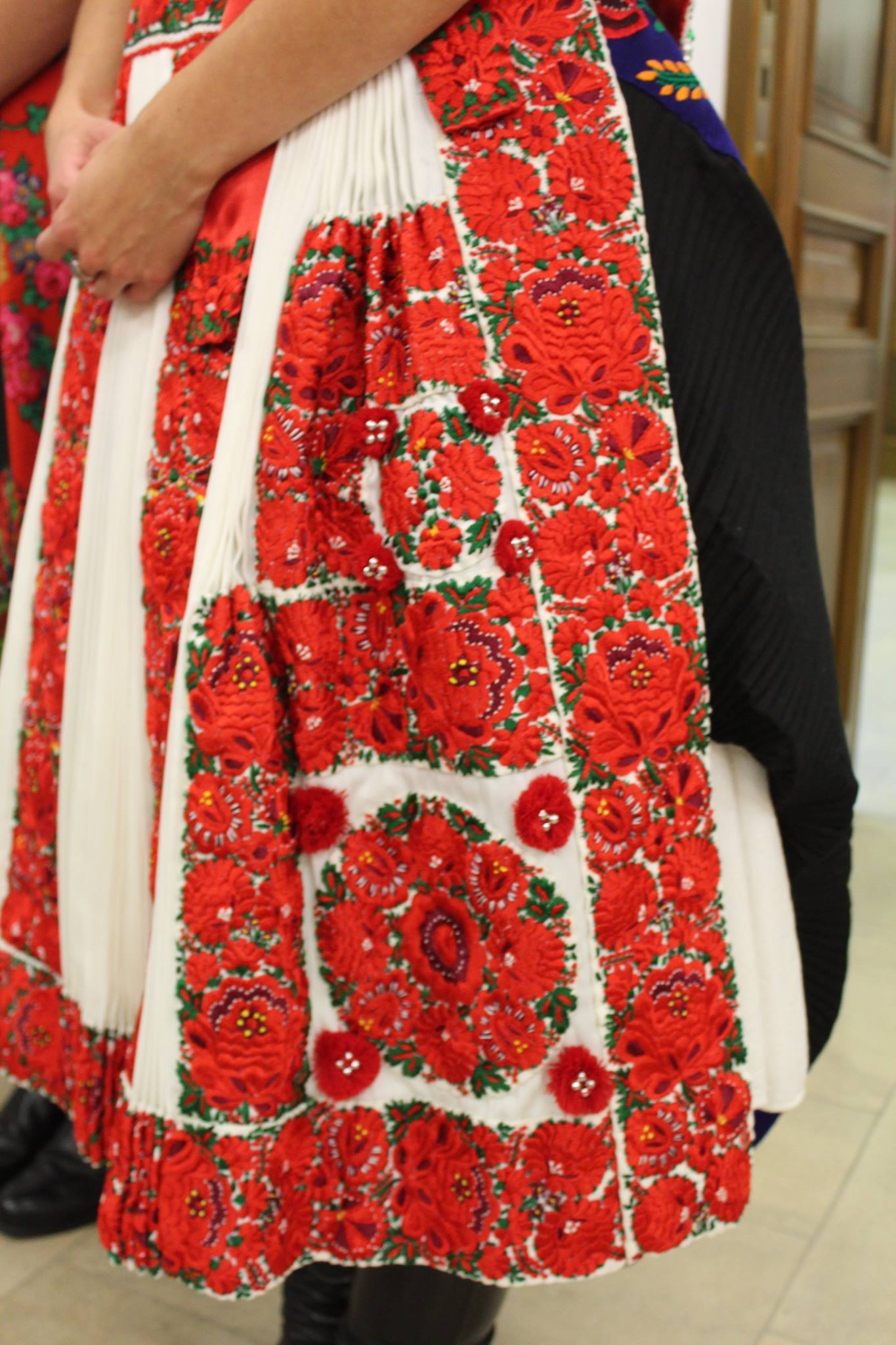
Magyarkapusi kötény
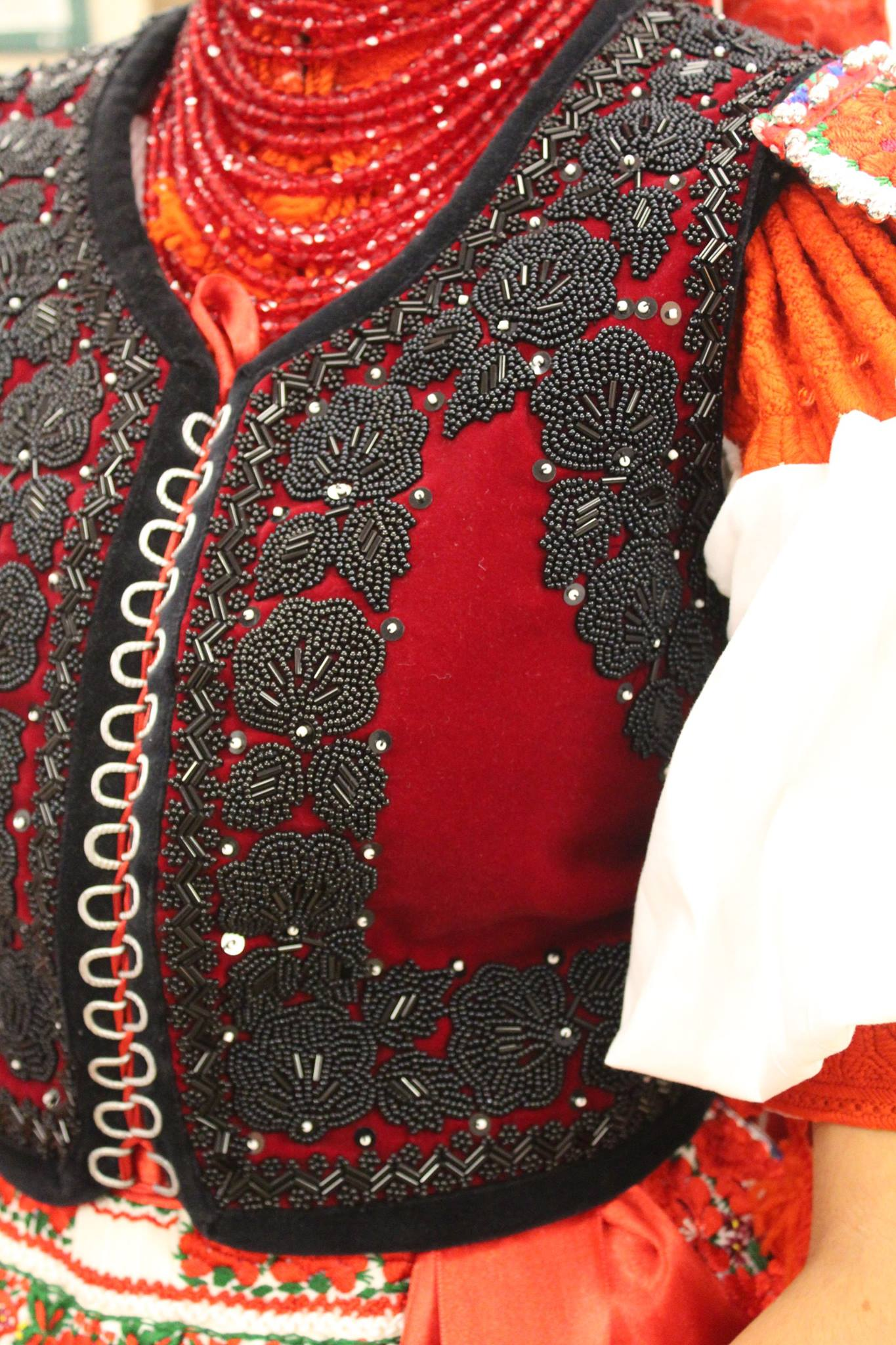
Magyarkapusi varrottas mellrevaló
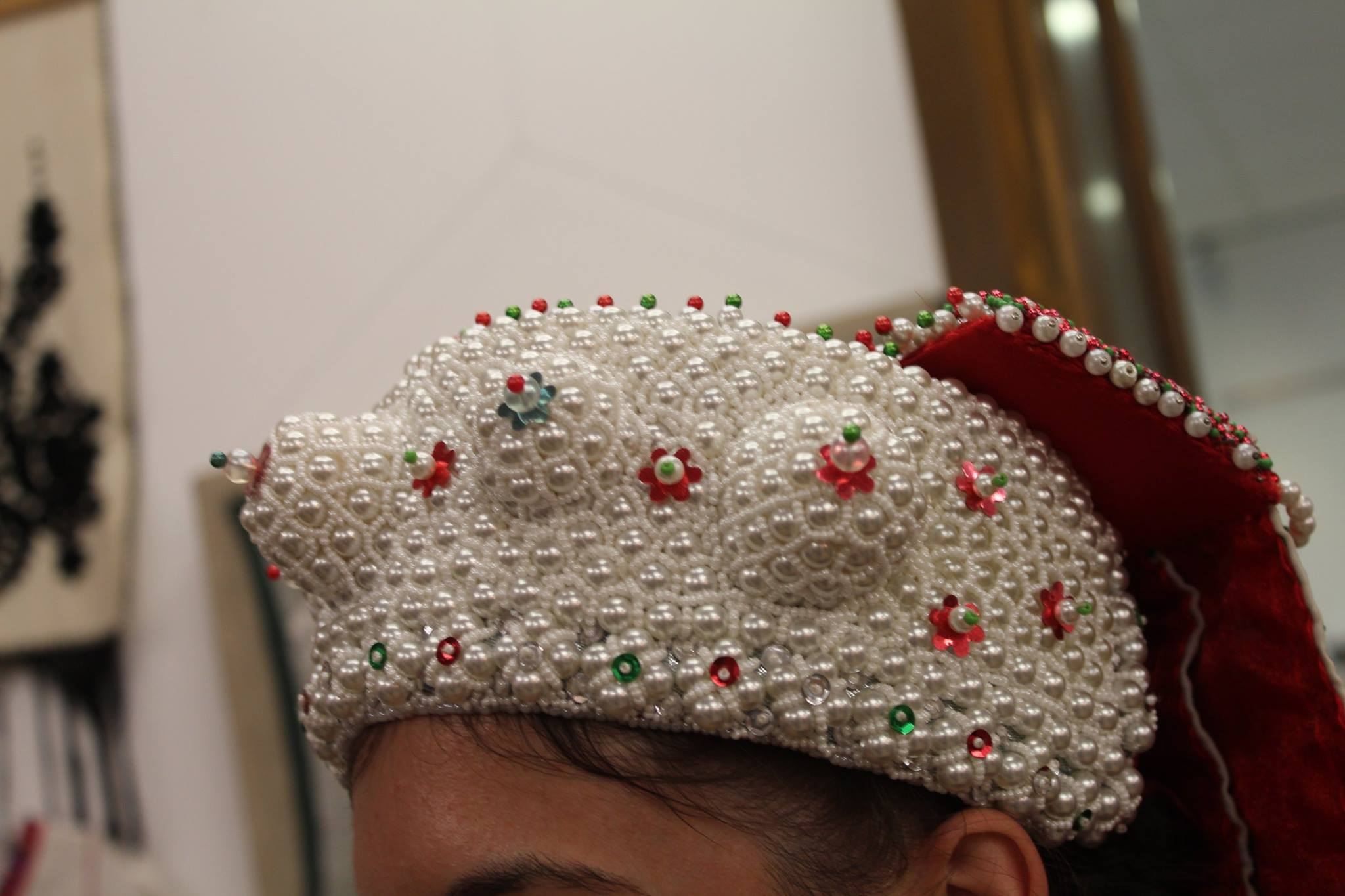
Magyarkapusi párta
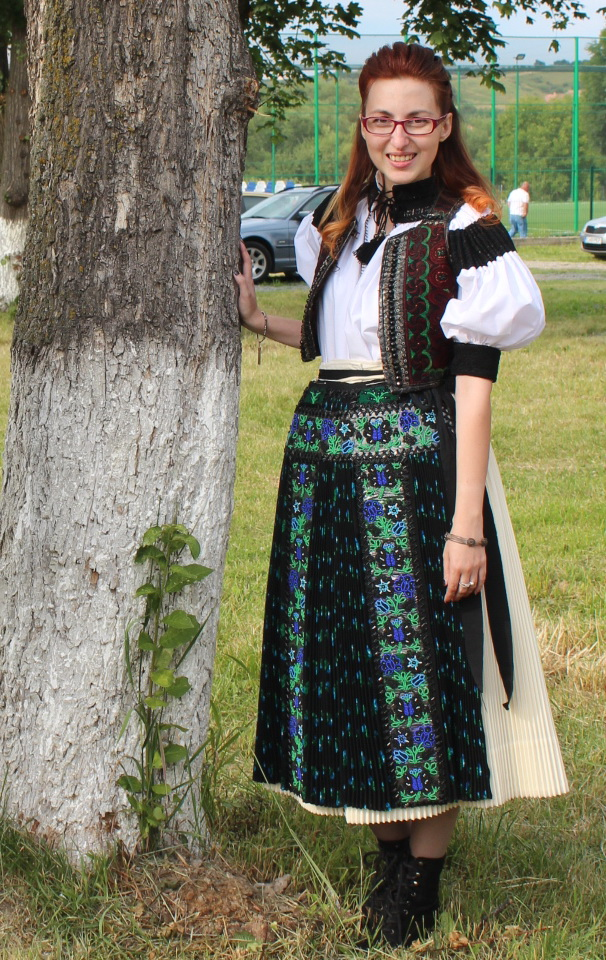
Magyarkapusi gyászos viselet
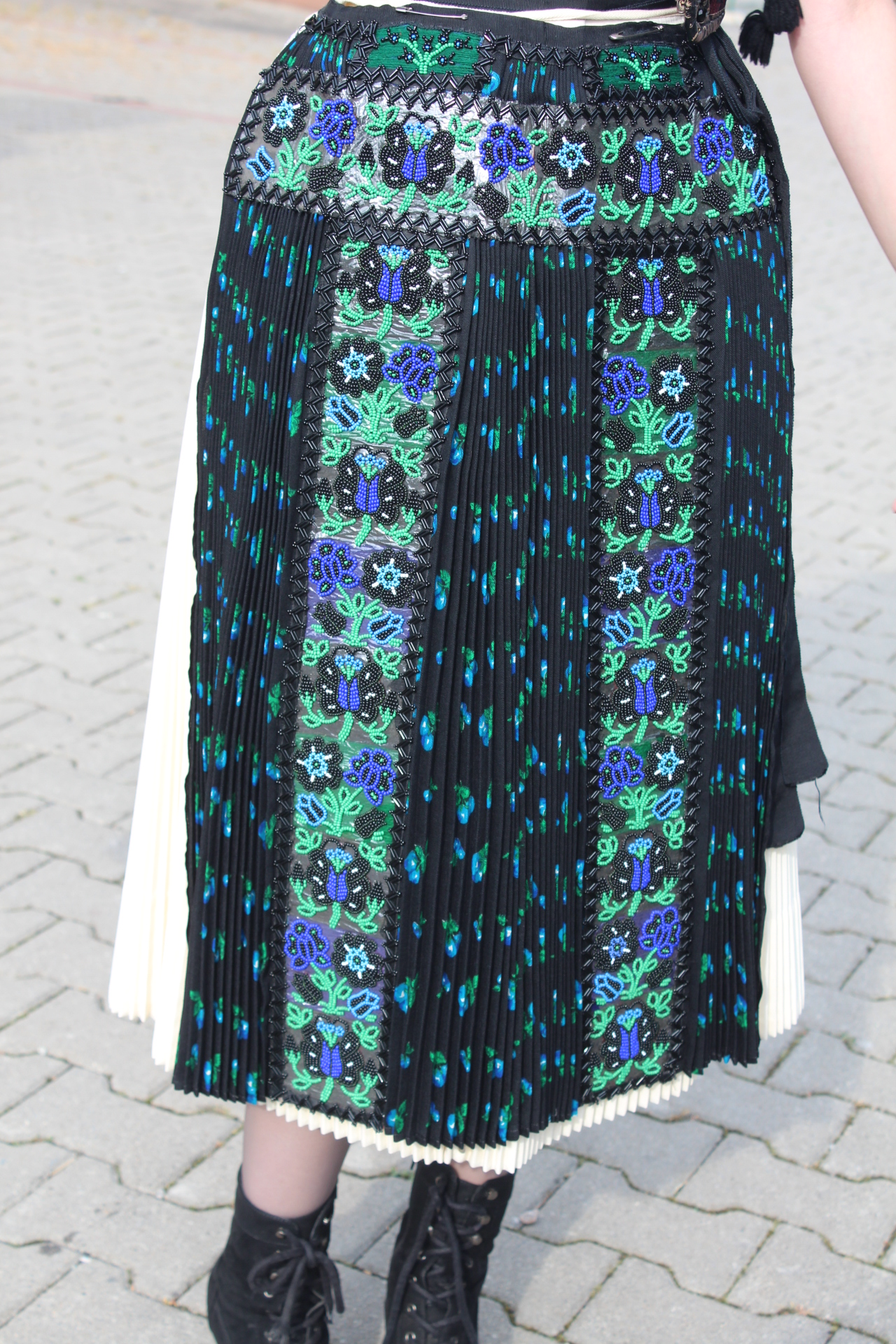
Magyarkapusi gyöngyös két kötéses szőr ruha
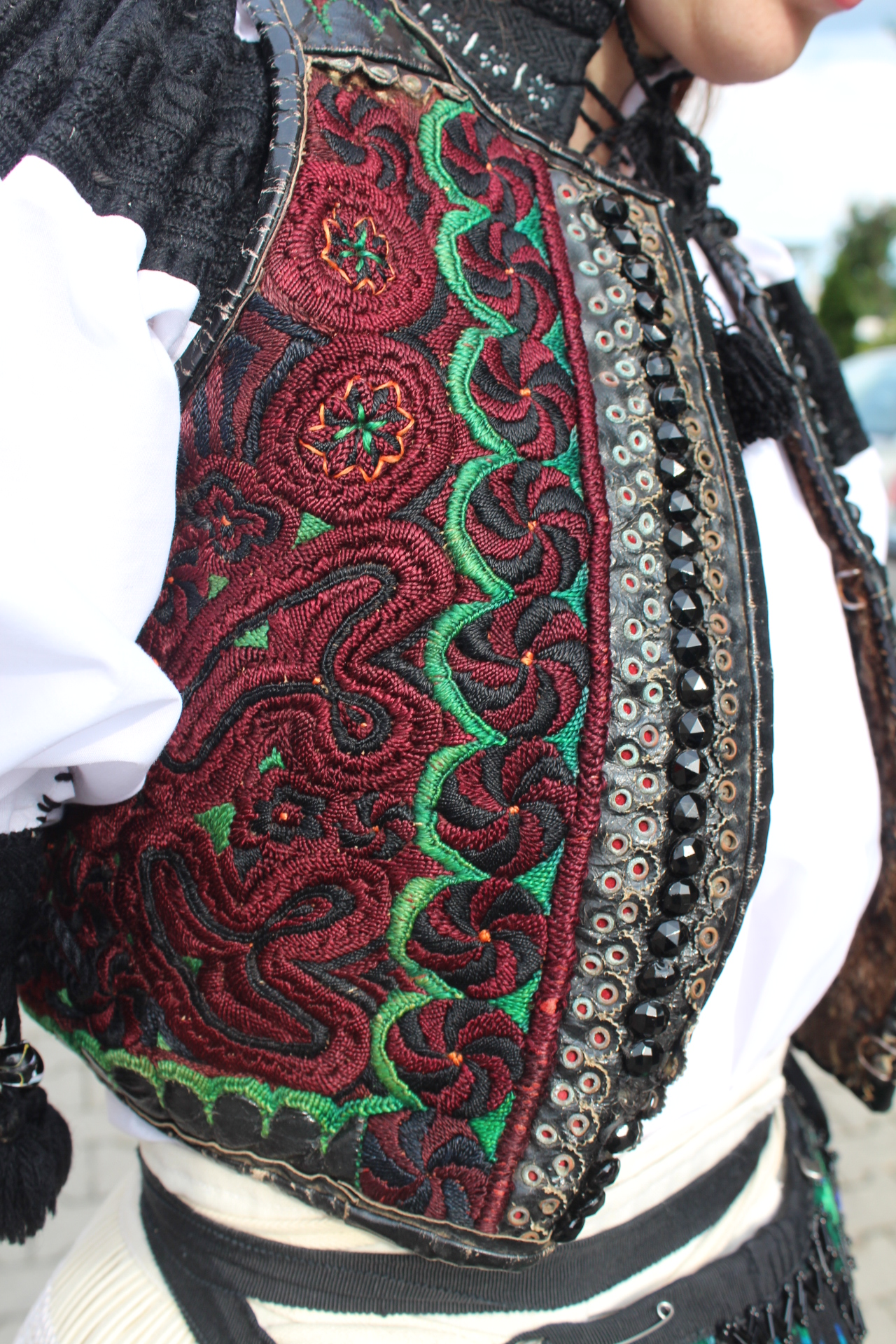
Magyarkapusi varrottas mellrevaló
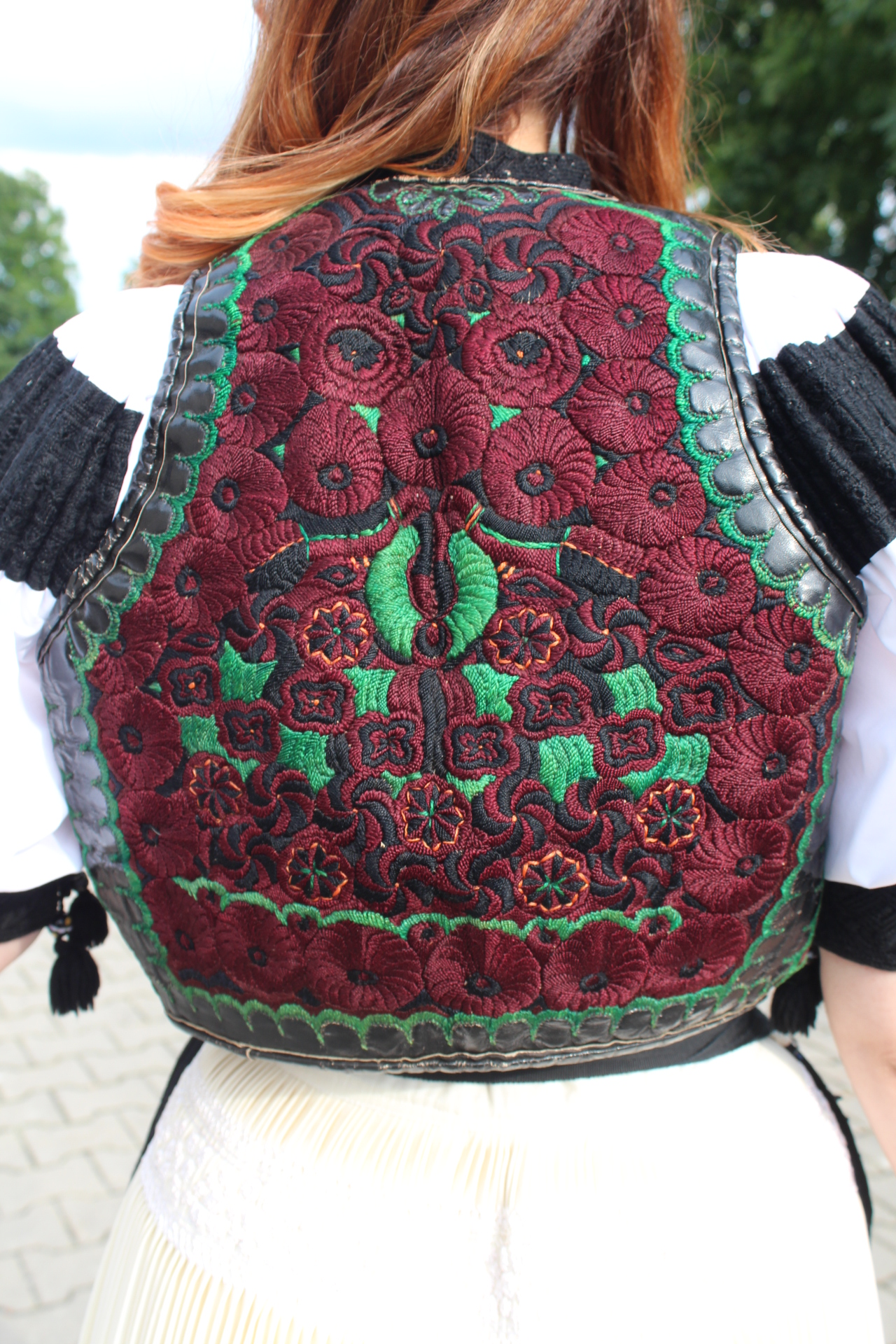
Magyarkapusi varrottas mellrevaló háta
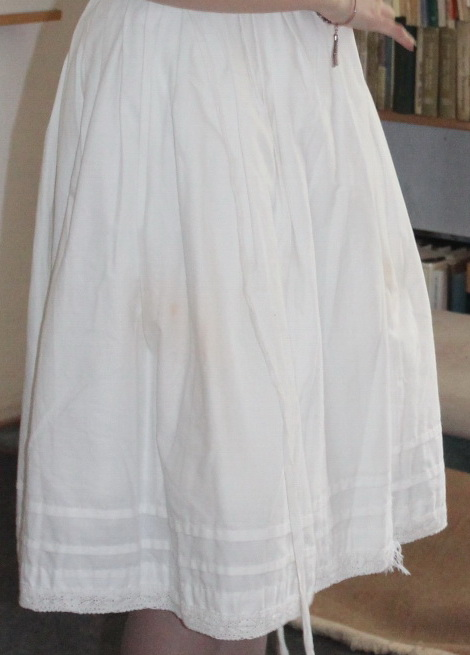
Magyarkapusi fehér alsószoknya